# Els Solers
Els Solers és una masia bastida entre els segles XVII-XVIII amb reformes i ampliacions posteriors. Se situa al nord de la població de Sant Climent Sescebes (l'Alt Empordà), molt a prop de l'ermita de Santa Fe dels Solers, a uns cinc quilòmetres de distància del nucli urbà i a uns tres quilòmetres del veïnat de Vilartolí. S'hi accedeix pel camí de Requesens i es troba en una zona deshabitada a la vall del riu Anyet.

## Arquitectura
És una masia formada per dos grans cossos aïllats, l'habitatge i la part destinada a corrals i magatzems, i un altre petit cos annex. L'edifici principal és de planta rectangular, amb la coberta de dues vessants de teula i distribuït en planta baixa i pis. A la banda de tramuntana hi ha un cos adossat actualment sense teulada, tot i que probablement hauria comptat amb la part de llevant, com a mínim, coberta. L'accés a l'edifici es fa per la façana de migdia a través d'una porta d'arc rebaixat bastida amb pedra disposada a sardinell, i situada a l'extrem de llevant del parament. Al costat de ponent hi ha una altra porta, tot i que en aquest cas dona accés a la planta pis mitjançant unes escales exteriors que desemboquen en una terrassa, sostinguda per una volta d'arc rebaixat bastit en pedra desbastada. Aquesta porta presenta els brancals bastits amb carreus de pedra i l'arc molt rebaixat fet de maons. La resta de finestres del pis també han estat reformades, tot i que conserven algun dels carreus de pedra originals. La façana de ponent de la construcció presenta una gran eixida adossada al nivell del pis. Per aquesta banda es pot accedir a l'interior del cos descobert. La façana de tramuntana de la casa també té les finestres reformades amb maons i una porta d'accés rectangular de pedra. Per acabar, de la façana de llevant destaquen les dues obertures del cos de tramuntana, d'arc rebaixat i bastides en maons. L'interior de l'edifici presenta, a la planta baixa, diverses estances cobertes amb voltes rebaixades. Les estances situades a la banda de ponent són bastides amb pedruscall i morter de calç, i conserven les empremtes de l'encanyissat original. A la banda de llevant les voltes són bastides amb maons disposats a pla i estan decorades amb llunetes.
Al sud de l'edifici principal hi ha un petit cos rectangular, amb coberta d'un sol vessant restituïda i d'una sola planta, destinat a magatzem. Al costat de tramuntana hi ha l'edifici dels corrals, rectangular, amb la coberta de dues aigües i d'un sol nivell. Tot i que presenta part de la coberta esfondrada, encara es conserva un gran arc de mig punt bastit amb pedra desbastada i maons a les juntes que comunica les estances interiors.
La construcció principal està bastida amb pedra de diverses mides, disposada irregularment, i amb bona part dels paraments arrebossats amb morter de calç. Els corrals no presenten cap mena de revestiment.